# Stanisław Schaetzel (1888–1955)
Stanisław Schaetzel de Merzhausen, także jako Schätzel (ur. 8 maja 1888 w Brzeżanach, zm. 5 kwietnia 1955 w Katowicach) – polski prawnik, specjalista prawa gospodarczego, działacz przemysłu naftowego, publicysta i redaktor, nauczyciel akademicki, Konsul honorowy Królestwa Danii we Lwowie.

## Życiorys
Urodził się jako syn Stanisława (1856–1942), adwokata, posła na Sejm Krajowy Galicji, burmistrza Brzeżan i Pauliny z Sochaników (1870–1943). Jego rodzeństwem byli: Włodzimierz (1889–1948), Maria (ur. 1890), Tadeusz (1891–1971), oficer Wojska Polskiego, wywiadowca, dyplomata i polityk, działacz ruchu prometejskiego, pułkownik dyplomowany artylerii Wojska Polskiego, żołnierz Oddz. II SG WP.
W 1906 zdał egzamin dojrzałości w C. K. Gimnazjum w Brzeżanach (w jego klasie był m.in. Władysław Tadeusz Wisłocki). Studiował na Wydziale Prawa Uniwersytetu Lwowskiego. Uzyskał stopień naukowy doktora prawa. Został specjalistą prawa gospodarczego i przemysłu naftowego. Pracował w Państwowym Urzędzie Naftowym, pełnił funkcję dyrektora w spółce akcyjnej Polmin. Pełnił funkcję dyrektora Krajowego Towarzystwa Naftowego oraz redaktora naczelnego dwutygodnika „Przemysł Naftowy”. Publikował także w pismach „Gazeta Handlowa”, „Przegląd Techniczny”, „Przegląd Ekonomiczny”. Do 1941 przygotował pięciojęzyczny słownik przemysłu naftowego, lecz zaginął on podczas wojny. Zasiadał w ciałach rządowych w dziedzinie gospodarczej. 
2 czerwca 1936 uzyskał exequatur jako konsul honorowy Królestwa Danii na obszar województwa lwowskiego, stanisławowskiego i tarnopolskiego z siedzibą we Lwowie. Został nauczycielem akademickim na wyższych uczelniach: od 1925 na Politechnice Lwowskiej (przedmiot; geografia i organizacja handlu ropą naftową i jej produktami), od 1935 encyklopedii górnictwa na Wyższej Szkole Handlu Zagranicznego we Lwowie, od 1937 Akademia Handlu Zagranicznego). Był członkiem sekcji przemysłowej Izby Przemysłowo-Handlowej we Lwowie. Był członkiem zwyczajnym Kasyna i Koła Literacko-Artystycznego we Lwowie.
W wyniku wysiedlenia Polaków ze Lwowa po II wojnie światowej osiadł w Gliwicach, gdzie w 1946 został kierownikiem Wydziału Ekonomicznego Centralnego Zarządu Przemysłu Chemicznego w Gliwicach. Od 1949 członek Rady Naukowej Głównego Instytutu Chemii Przemysłowej. Następnie zatrudniony w Oddziale Głównego Instytutu Pracy (od 1951 Instytutu Ekonomiki i Organizacji Przemysłu). Równolegle został w Gliwicach nauczycielem akademickim na Politechnice Śląskiej, od 1946 nauczyciel akademicki na Wyższym Studium Nauk Społeczno-Gospodarczych w Katowicach, od końca 1947 do 1949 był dziekanem Wydziału Organizacji Przemysłowej na tej uczelni w Katowicach. Po 1953 pracował na niej tylko jako nauczyciel akademicki. Współpracował z Państwowym Instytutem Administracji Przemysłowej w Gliwicach. W 1948 był współzałożycielem oddziału Polskiego Towarzystwa Ekonomicznego w Gliwicach. 
Zmarł 5 kwietnia 1955 w Katowicach. Został pochowany na Cmentarzu przy ul. Francuskiej w Katowicach.

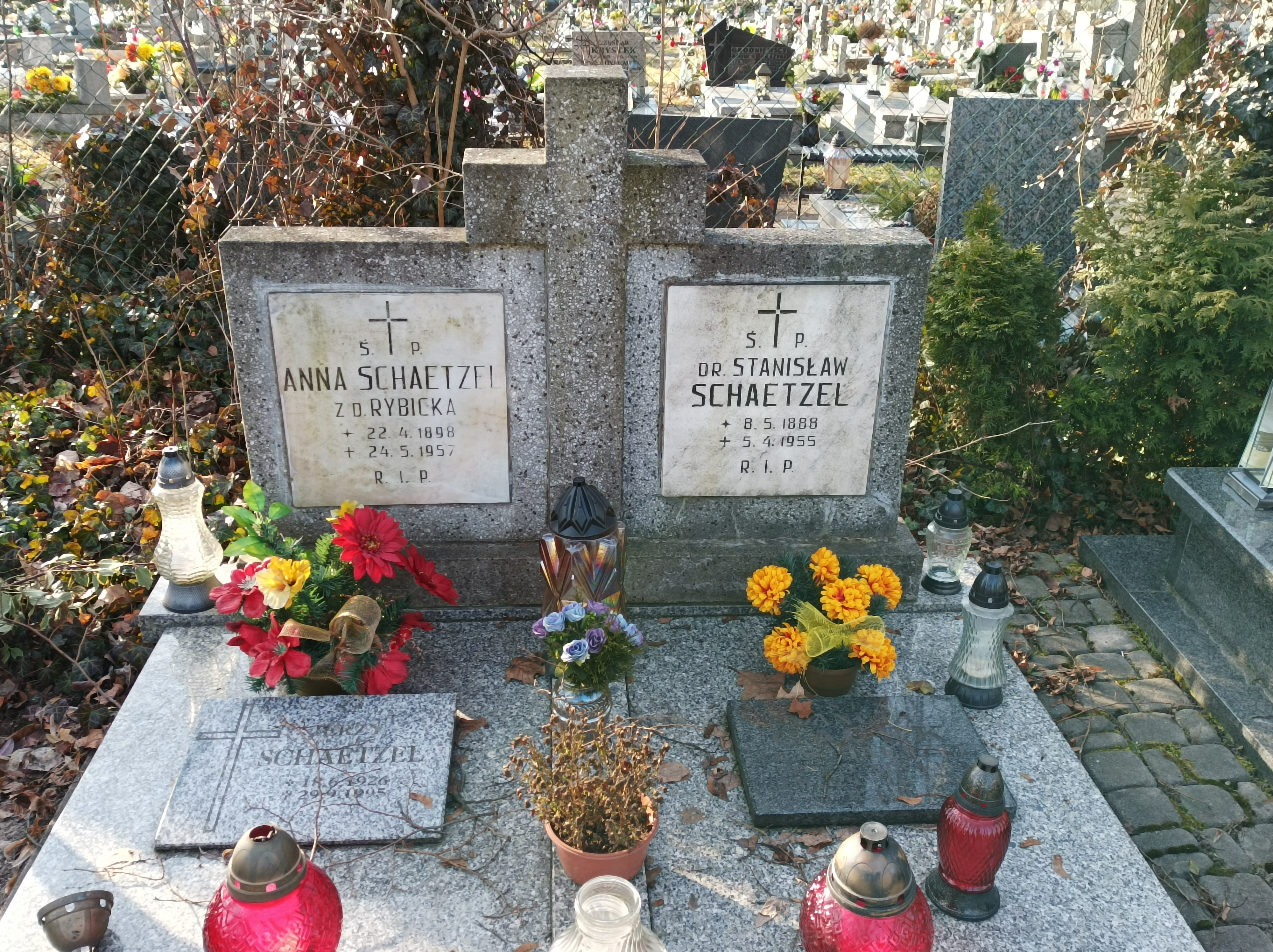
Grób Stanisława Schaetzla na cmentarzu przy ul. Francuskiej w Katowicach

Jego żoną była Anna z Rybickich (1898–1957), z którą miał syna Jerzego (1926–1995) i córkę Teresę (1928–2009).

## Ordery i odznaczenia
- Złoty Krzyż Zasługi (11 listopada 1937)[8][9][10]